# 鼓笛隊の襲来
『鼓笛隊の襲来』（こてきたいのしゅうらい）は、三崎亜記による日本の短編小説集。第139回直木三十五賞候補作。
『小説宝石』（光文社）に掲載された8編と書き下ろし1編が収録されている。

## 収録作品
- 鼓笛隊の襲来（『小説宝石』2007年6月号、「鼓笛隊」を改題）
- 彼女の痕跡展（『小説宝石』2007年8月号、「彼女の痕跡」を改題）
- 覆面社員（『小説宝石』2008年1月号）
- 象さんすべり台のある街（『小説宝石』2007年7月号、「象さんすべり台」を改題）
- 突起型選択装置〈ボタン〉（『小説宝石』2007年12月号、「ボタン」を改題）
- 「欠陥」住宅（『小説宝石』2006年1月号）
- 遠距離・恋愛（『小説宝石』2007年10月号）
- 校庭（『小説宝石』2007年1月号）
- 同じ夜空を見上げて（書き下ろし）

## あらすじ
鼓笛隊の襲来
赤道上に、戦後最大規模の鼓笛隊が発生した。勢力を増しながら「この国」に進路を定めた鼓笛隊を迎え撃とうと、1000人規模のオーケストラが準備されたが、鼓笛隊はやすやすと突破。直撃を恐れる住民が逃げるように避難を始めるが、園子は家族と、老人ホームを一時退去させられた義母と共に自宅でやり過ごそうと決めていた。やがて心の奥底から揺さぶられるような音を奏でる鼓笛隊が街に到達する。